# Quedlinburger Knüpffragmente

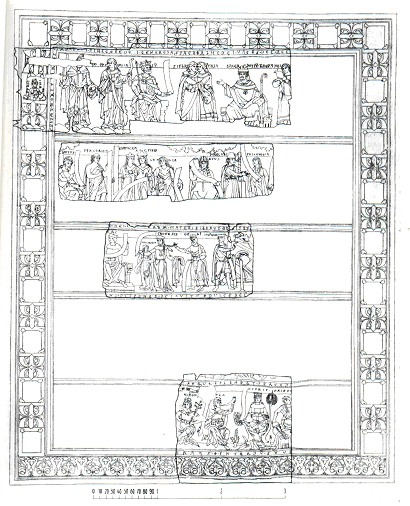
Vorderseite des Teppichs nach der Rekonstruktion von Julius Lessing, 1901

Die Quedlinburger Knüpffragmente sind fünf Teppichfragmente aus der Zeit um das Jahr 1200, die ab 1832 in Quedlinburg entdeckt wurden. Sie bilden neben dem Quedlinburger Domschatz und den Holzfragmenten des 14. Jahrhunderts (Balliste, „Raubgrafenkasten“) den dritten großen Überlieferungskomplex im Quedlinburger Schlossmuseum.

## Entdeckung
Franz Kugler fand 1832 in den Priechen der ehemaligen Stiftskirche St. Servatius des Damenstiftes Quedlinburg Teppichreste, die im Gestühl streifenweise zu Fußmatten zerschnitten waren. Kuglers Einschätzung dieses Fundes: „Von bedeutendem Werth für die Kenntniß der Kunst des früheren Mittelalters sind die großen Stücke in Wolle gewirkter Teppiche, welche neuerdings zur sicheren und fortan gefahrlosen Aufbewahrung in den Zitter (Schatzkammer) niedergelegt sind, nachdem sie früher als Fußdecken in den Priechen der Kirche gedient hatten. Sie enthalten bildliche Darstellungen, welche sowohl in Rücksicht auf die schwierige Technik als auf den Styl der Zeichnung und den eigenthümlichen Inhalt ein vorzügliches Interesse gewähren. Im Allgemeinen tragen sie das Gepräge des byzantinischen Styles, wie sich derselbe gegen das Ende des zwölften Jahrhunderts (vornehmlich in den vielfach bekannten Miniaturbildern der Handschriften dieser Zeit) ausgebildet hatte; sie bestehen aus scharfen Umrißzeichnungen mit einfacher Farben-Ausfüllung, doch schon nicht ohne eine gewisse, wie angetuschte Schatten-Angabe. Dabei unterscheidet man hier, in Rücksicht auf die mehr oder minder geistreiche Weise der Zeichnung, die Arbeit zweier Hände, von denen die Cartons zu diesen Teppichen ausgeführt gewesen sein muß.“
Die kunstgeschichtliche Forschung zu diesem Funden erlebte einen Aufschwung, als einige Jahre nach dem ersten Fund von Fragmenten weitere Teppichfragmente entdeckt wurden. Einige Jahrzehnte später wurden 1886, ebenfalls in der ehemaligen Stiftskirche, weitere Fragmente aufgefunden, die in einer Kiste aufbewahrt waren.
Die Quedlinburger Knüpffragmente gehören zu den größten Kostbarkeiten mittelalterlicher, monumentaler Textilkunst. Ihre technische und künstlerische Perfektion lässt auf eine lange Tradition in der Herstellung großer Knüpfarbeiten schließen.
Ein erster Versuch, die fünf Teppichfragmente in ein sinnvolles System zu bringen, wurde 1901 von Julius Lessing unternommen und in seiner bekannten Rekonstruktionszeichnung immer wieder veröffentlicht. Die langen Bilderfolgen mit eingefassten Schriftbändern und das Thema „Die Hochzeit der Philologia mit Merkur“ in zwei Bildzeilen, dazu eine obere und untere Teppichborte, ließen ihn zu dem Schluss kommen, es handele sich um Stücke, die zu einem einzigen Teppich gehörten. Lessing berücksichtigte dabei wesentliche stilistische Unterschiede nicht. Lange ging man davon aus, dass der von Lessing dargestellte Teppich „in verschiedenen Teilen gearbeitet wurde“, was nachweislich technischer Untersuchungen von H. v. Schuckmann sich als eine unzutreffende Annahme erwiesen hat. Beide Teppiche sind in einem Stück auf voller Breite von unten nach oben gearbeitet worden. Auf Lessings Zeichnung sind die unterschiedlich gestalteten Hintergründe der verschiedenen Teppichfragmente nicht sichtbar. Auch stilistische Unterschiede sind bei Lessing nicht kenntlich gemacht. Geschuldet ist dies möglicherweise dem Umstand, dass man damals davon ausging, dass der Teppich in verschiedenen Stücken von verschiedenen Händen gefertigt wurde und im Laufe der Zeit der Stil sich verändert hatte.

## Neuerer Rekonstruktionsversuch
Folgende Darstellungen in diesem Abschnitt geben die Ergebnisse der Forschungsarbeit aus dem Jahr 2014 wieder, die darauf schließen lassen, dass es sich bei den Fragmenten um Teile zweier verschiedener Teppiche handeln muss.
Breite und Länge der Teppiche sind eindeutig durch webtechnische Merkmale der vorhandenen Teppichfragmente bestimmbar.
Zu Teppich I mit Sternengrund gehören die Fragmente I–III (135 × 172 cm; 130 × 255 cm und 93 × 355 cm). Fragment I und II bildet die obere Bildzeile mit angeschnittener Abschlussborte. Ebenfalls ist die umrahmende Einfassung links an Fragment I erhalten. Dazu gehört Fragment VI (H 26–28 cm, B 40–41). Teppichfragment III bildet eine eigene Zeile.
Zu Teppich II mit Palmettenborte gehören die Fragmente IV (120 × 234 cm) und V (170 × 183 cm).
Bei Teppich I ist die genaue Mitte bekannt. Der Rapport der Borte und die in der Mitte stehenden sich umarmenden Figuren, Pietas und Justitia, geben hier genaue Auskunft, sodass eine Breite von 5,60 m vorgegeben ist. Die Länge ergibt sich aus den beiden vorhandenen Teppichzeilen, auch wenn sie stark beschnitten sind. Eine Bildzeile ohne Schriftband beträgt 1,15–1,16 m. Fünf Bildzeilen dazu sechs Schriftzeilen à 14 cm ergeben in Verbindung mit der rekonstruierten oberen und unteren Randborte von je 40 cm eine Länge von 7,40 m.
Eingefügt wurde der Rekonstruktion das kleine Teppichfragment aus der linken oberen Eckborte mit dem Brustbild der Dulcedo (die Lieblichkeit), das über die Sammlung Forrer in die Sammlung Wilczek nach Wien gelangte.
Eine weitere Halbfigur Pudicitia (die Schamhaftigkeit) setzt unter dem stilisierten Blattornament an. Die ganze Teppichborte schmückten demnach 34 Halbfiguren im Wechsel mit dem Blattquadrat.
Bei Teppich II ist die Breite nicht ganz so exakt zu bestimmen, aber zwölf Palmetten dürften den unteren Rand gebildet haben. Die zentrale Figur in Fragment V ist vom Betrachter aus ein wenig nach rechts gerückt und schließt dadurch dichter mit der folgenden Figur auf, als an der linken Seite. Drei Figuren zu beiden Seiten ergäben eine sinnvolle Reihe. Die durchschnittliche Breite einer Palmette beträgt 38,8 cm. Rechnet man einen roten Abschlussrand von 11 cm, wie unten erhalten hinzu, ergibt sich eine Breite von 4,90 m. Die Länge wird durch die Höhe der Zeilen bestimmt, die hier einmal 98 und einmal 96 cm beträgt, plus sechs Schriftzeilen von je 12 cm, einer oberen und unteren Borte von 29 cm und einem roten Rand von 11 cm, ergibt eine Länge von fast 6,40 m.
Die neue Zuordnung der Fragmente lässt auch die umlaufenden ergänzten Borten in einem gleichmäßigen Rhythmus erscheinen, ohne Brüche oder Ungenauigkeiten der Zeichnung. Teppich I hat die Maße 5,60 × 7,40 m, Teppich II 4,90 × 6,40 m; eine Größe, die hohe handwerkliche Anforderungen an das Können der Weber stellt.

## Beschreibung

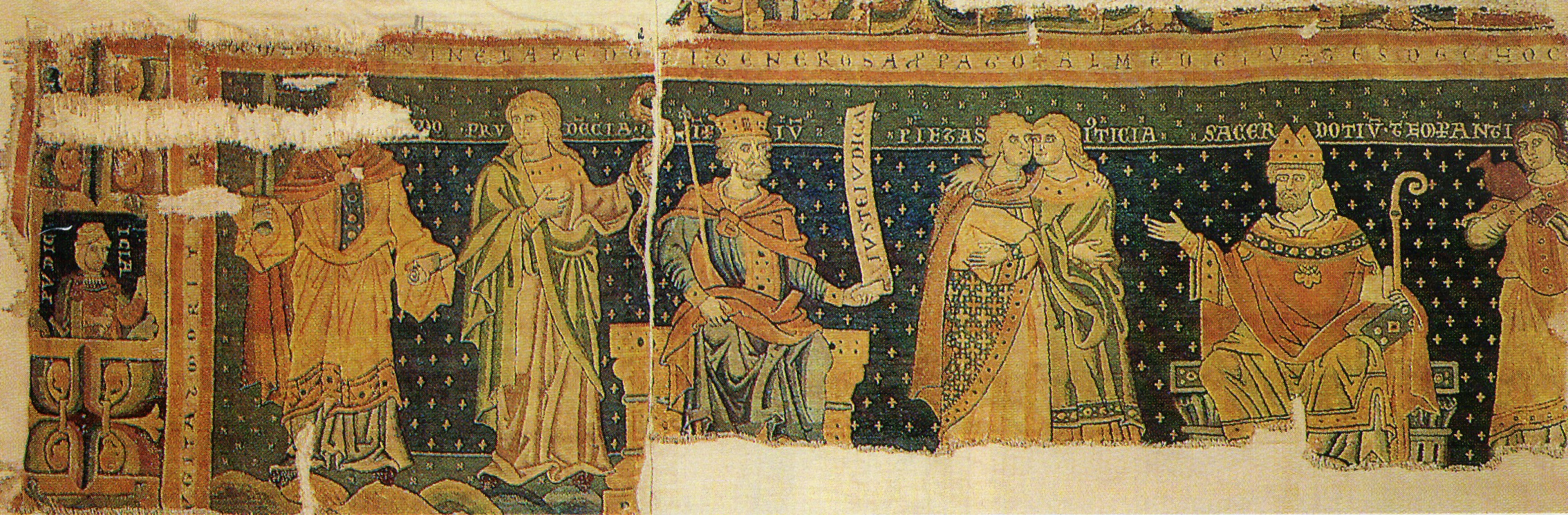
Fragment I–II

### Fragment I–II
Ein rot gefasstes Schriftband, das links am Bildrand der ersten Zeile aufsteigt und sich über die ganze Länge fortsetzt, enthält nach der oberen Mitte die Dedikationsinschrift des Teppichs: „Alme dei vates / decus hoc tibi contulit Agnes / Gloria pontificum famularum suscipe votum“ (übersetzt: „ehrwürdiger Priester Gottes, diese Zier brachte dir Agnes dar. Du Ruhm der Bischöfe, nimm an deiner Dienerinnen Weihegeschenk.“)
Auf einem von Sternen übersäten dunkelblauen Grund mit einem grünen oberen Rand, in dem die Namen der agierenden Figuren eingeknüpft sind, beginnt die Bilderfolge mit den beiden Tugenden Fortitudo (im Gesichtsbereich zerstört) und Prudentia – Tapferkeit und Klugheit. Sie sind einander zugewandt und stehen auf kleinen, eine Landschaft andeutenden Hügeln. Fortitudo hält in ihrer Rechten ein nach oben gerichtetes Schwert, in ihrer Linken liegt eine Schriftrolle. Über ihrem hellen Untergewand mit blaugrünem Schatten folgt eine weitärmlige, gegürtete, hellrote Dalmatica mit breiter Schmuckborte am Saum und einer Passe am Halsausschnitt, darüber ein roter Mantel, vor der Brust mit einer großen Schließe gehalten. Die neben ihr stehende Prudentia hält in ihrer Linken eine weit nach oben reichende, sich windende Schlange, ihre Rechte ist vor die Brust gelegt. Über ihrem hellen Gewand, ebenfalls mit breiter gestickter Borte am Halsausschnitt, liegt ein weiter grüner Mantel, der über ihre rechte Schulter fällt und dessen Saum, reich in Falten gelegt, über ihrem rechten Arm liegt.
Es folgt das personifizierte Imperium. Ein König sitzt auf einem hohen Thron. Sein ergrautes Haupthaar ziert eine Krone. Er wendet sich nach links. Ein blaues Gewand und ein roter Mantel, über der Brust geknotet, wird von seiner rechten Hand über den Knien gerafft und gehalten. Ein Zepter vollendet seine königliche Würde. Seine Linke hält ein sich nach oben hin aufrollendes Schriftband: „Juste judica – richte gerecht“. Die Mitte der Zeile bilden die beiden sich umarmenden Tugenden Justitia und Pietas. Ihre Gesichter berühren sich sanft. Helle, gewellte Haare fallen auf ihre Schultern. Weit ausladend ist die Figur Pietas angelegt. Ein helles Untergewand und ein steif wirkendes, reich mit Kreuzen besticktes Obergewand, werden von einem roten Mantel überfangen, der über ihrer rechten Schulter geknotet ist. Ihr rechter Arm liegt unter dem von Justitia, ihre linke Hand liegt auf der Schulter ihrer Partnerin. Justitia trägt ein hellrotes Untergewand, darüber einen blauen Mantel mit weiten Ärmeln, breit gemustertem Saum und Schmuckborte am Halsausschnitt. Der weite Ärmel ihres Gewandes ist nach oben gerafft, ihre linke Hand ruht auf der Taille von Pietas, ihre rechte auf deren Schulter.
Es folgt eine zweite thronende Figur: Sacerdotium. Die breit angelegte Figur ist als Bischof gekleidet: In Alba, Dalmatica und prächtig roter Glockenkasel mit Rationale. Sein leicht nach rechts gerichtetes Haupt bedeckt eine Mitra. Seine Linke hält den Bischofsstab und eine geschlossene Schriftrolle. Ferner wird ein fast senkrecht stehendes Buch auf seinem linken Knie von seiner Hand gehalten. Sein weit ausgestreckter rechter Arm mit offener Hand weist auf die sich umarmenden Frauen, Pietas und Justitia. Links neben dem Thron steht eine weitere Tugend: Temperantia (Mäßigung), mit einem hellen Untergewand und einem mit Schmuckbändern besetzten gelb-roten Obergewand. In der erhobenen, an den Körper gedrückten Rechten hält sie einen nach unten gekehrten großen braunen Krug, aus dem Wasser strömt.
Hier endet die Bildzeile durch Abschnitt.

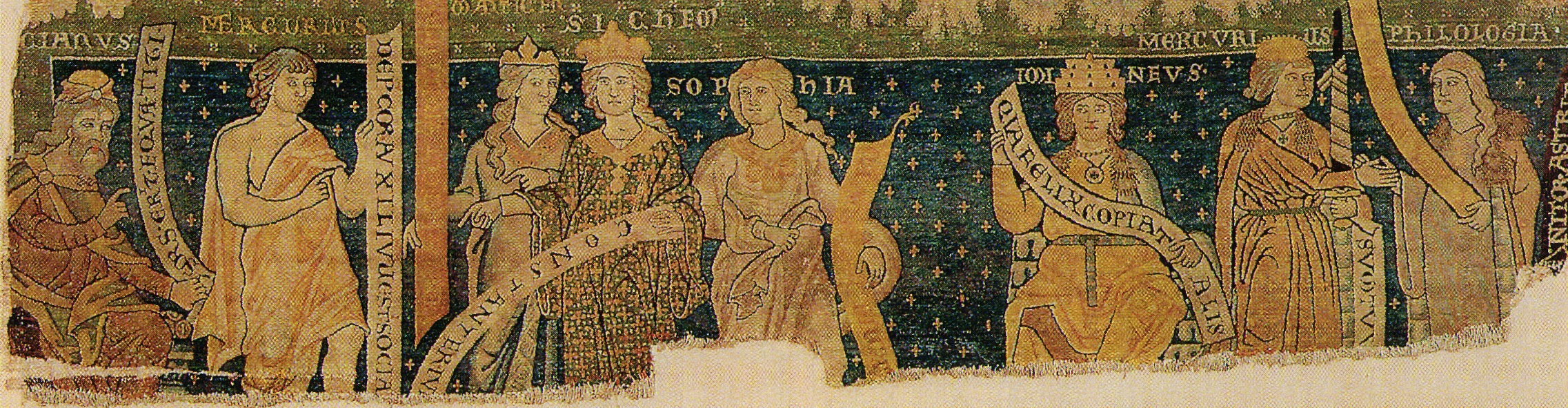
Fragment III

### Fragment III
Fragment III (am linken Rand beschnitten) beginnt mit dem sitzenden Dichter Martianus Capella. Die grüne Borte vom oberen Rand wird hinter ihm nach unten fortgeführt. Martianus trägt ein rotes Gewand und einen grünen, gelb eingefassten Mantel, der auf der Schulter geschlossen ist. Sein schön gezeichneter Kopf, mit langem Haar und Bart, sein strenger Gesichtsausdruck, seine Mütze und seine sprechende Geste, weisen ihn als antiken Gelehrten aus. Seine Linke hält ein Spruchband mit den Worten: „Sors erit equa tibi“ (übersetzt: „das Schicksal möge dir gewogen sein“). Seine Rechte ist erhoben, der Zeigefinger gestreckt. Die Geste gilt der Gestalt vor ihm. Es ist Merkur als jugendlicher Gott mit kurzem, lockigem Haar und ernster Miene. Ein heller Umhang über seiner linken Schulter lässt die Arme frei. In seiner Linken hält er ein senkrecht verlaufendes Schriftband mit den Worten: „Deprecor auxilium vestrum sociae“ (übersetzt: „ich erflehe eure Hilfe, Gefährtinnen“). Seine Rechte weist mit gestrecktem Zeigefinger auf das Band. Es folgen drei stehende Frauengestalten. Die mittlere mit Blattkrone und weitärmlig gemustertem, prächtigem Gewand ist Psyche. Sie hält ein Spruchband mit den Worten: „Constanter iuvo“ („ich helfe beständig“). Rechts hinter ihr steht Mantike (Sehergabe), ebenfalls mit Blattkrone und einem senkrecht verlaufenden Schriftband: „Verba imperfecta relinquo“ („ich hinterlasse unvollständige Worte“). Die Dritte ist Sophia (Weisheit), ihr Gewand mit gemustertem Halsausschnitt und überweiten langen Ärmeln, hält in ihrer Linken ein nicht mehr lesbares Spruchband.
Mit kleinem Abstand folgt Hymenaeus (Hochzeitsgott). Frontal zum Betrachter sitzt er auf einem Thron, eine dreistufige Krone schmückt sein gewelltes Haar. Ein gegürtetes, gelbes Gewand und ein blauer Mantel mit Pelzkragen umschließt seine Gestalt. Um seinen Hals liegt eine Kette mit Blattkreuz im runden Medaillon. In einem Schriftband, das gefällig über seinen Körper fließt, stehen die Worte: „Quia felix copia talis“ (interpretiert als: „weil eine solche Vermählung glücklich ist“). Direkt anschließend stehen Merkur und Philologia einander zugewandt, sich mit ihren rechten Handflächen berührend. Merkur trägt ein rotes Untergewand und einen roten, pelzbesetzten Mantel. Um seinen Hals liegt ein gleiches Blattmedaillon wie bei Hymenaeus. Mit seiner Linken umfasst er den Knauf seines senkrecht nach oben gehaltenen, mit Bändern umwickelten Schwertes. Daneben die Worte: „Sum tuus“ („ich bin der Deine“). Philologia trägt ein gemustertes, weitärmliges Gewand. Darüber einen mit Hermelin gefüttertem roten Mantel, den ein weicher brauner Fellkragen schmückt. In ihrer Linken ein Spruchband: „Si placet astrigeris“ („wenn es den Lenkern der Gestirne gefällt“). Ein langes, die Szene abtrennendes Band, erzählt vom Glanz der Sterne.
Hier endet die Bildzeile durch Beschnitt.

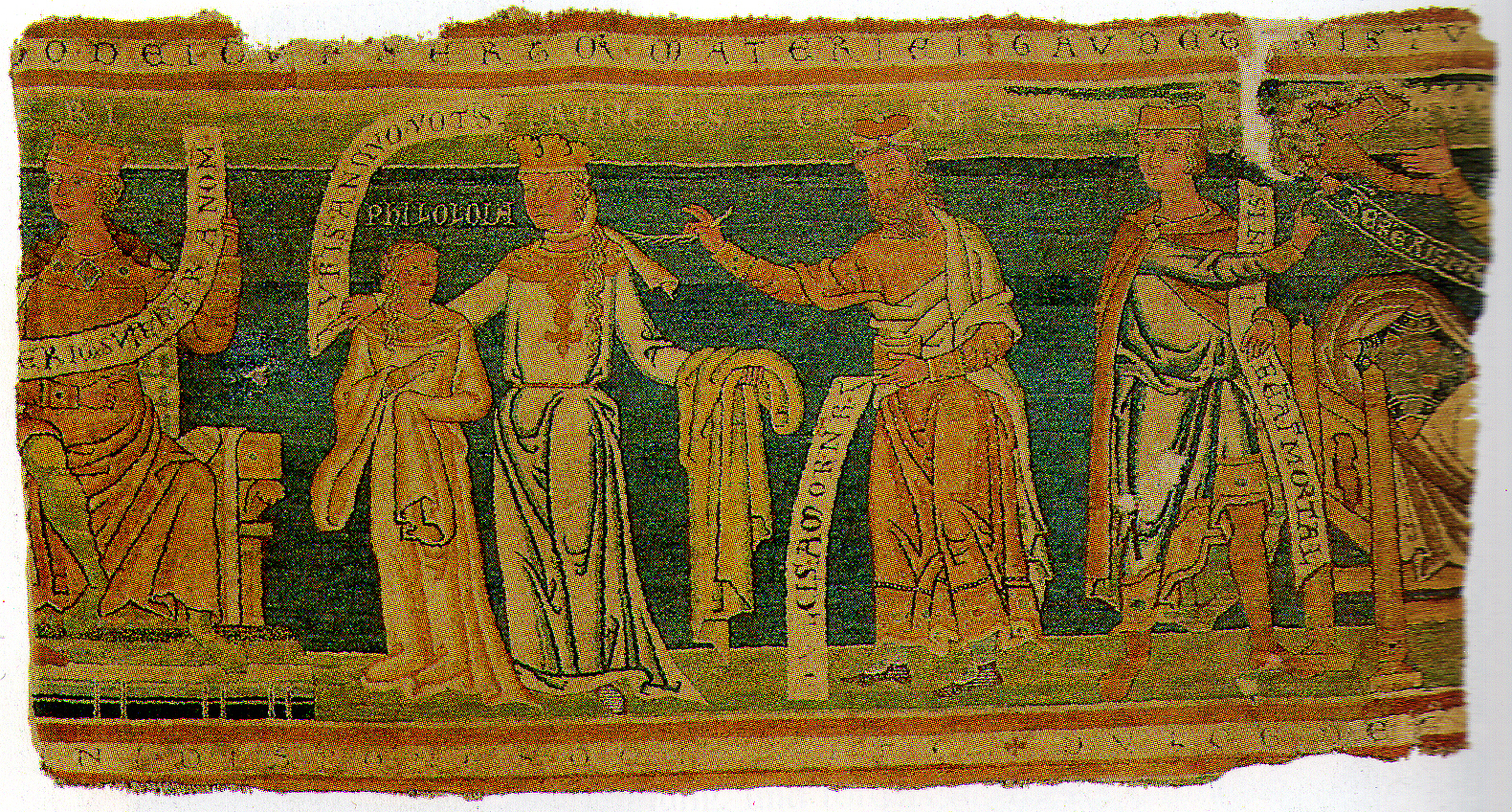
Fragment IV

### Fragment IV
Von breiten, rot gefassten Schriftbändern eingerahmt, agieren auf blaugrünem Grund die Figuren, die am oberen Rand in einem helleren Feld benannt sind und unten auf einem ebensolchen Streifen aufgestellt sind. Die Bildzeile ist rechts beschnitten. Sie beginnt links mit einer thronenden, männlichen Gestalt, die sich nach rechts wendet. Eine Krone schmückt das kinnlange Haar. Ein Teil des roten, mit Hermelin gefütterten Mantels, versehen mit zartem Pelzkragen, ist zu sehen. Das ebenfalls rote Gewand ziert am Halsausschnitt ein breites Schmuckband. Die erhobene Linke hält ein Spruchband, das sich über der Brust bis zum Teppichschnitt fortsetzt. Es verkündet: „erimus super ethera nomen“ („wir werden ein Name über dem Äther sein“). Die Rechte weist auf die Worte im Band. Eine unvollständige Inschrift über dem Thronenden zeigt die Buchstaben ERI. Links schließt sich eine Dreiergruppe an. Philologia die Braut, ist als zartes Mädchen im hellen Hochzeitskleid dargestellt. Die weiten, langen Ärmel ihres Gewandes umhüllen ihre linke Hand, an ihrer rechten ist der Ärmel hochgeschoben und an die Brust gelegt. Ihr gestreckter Zeigefinger weist auf den Schreiber. Einen Schritt hinter ihr steht ihre Mutter Phronesis (Vernunft), mit weißem gegürteten Gewand, das durch dunkelblaue Faltenlinien die Körperform wiedergibt, mit einem breiten gestickten Kragen, der bis auf die Schultern reicht und vorn in ein Kreuz als Schmuckelement ausläuft. Über ihrem offenen Haar das Gebände der verheiraten Frau und darüber eine Blattkrone. Ihre Rechte umfasst die Braut, ihr Zeigefinger weist auf das Spruchband hinter ihr: „Vestris annuo votis“ („Ich stimme eurem Ehegelöbnis zu“). Auf ihrem linken Arm liegt ein großes hellgelbes Tuch, vielleicht der Brautschleier. Der Gruppe zugewandt, steht Genius, bärtig und mit Gelehrtenkappe. Sein rotes, weiß gepunktetes Gewand zieren breite Schmuckkanten an den Ärmeln und Zierleisten am Saum. Ein weißes Manteltuch ist um die Taille und seinen linken Arm drapiert. Seine weit ausgestreckte Rechte schwingt einen Federkiel, seine Linke hält ein Tintenfass, seinen Fingern entrollt sich ein Schriftband: „Dulcis amor noster“ („Süß ist unsere Liebe“). Im Anschluss folgt die Figur eines Jünglings mit den Worten im oberen Randbereich: „Castus amor“ („die keusche Liebe“). Ihr bortengeschmücktes Untergewand mit tiefblauen Falten und ihr roter Mantel, auf der Schulter mit einer Schließe gefasst, könnte sie als den reich gekleideten Bräutigam Merkur ausweisen. Das Haupt wird von einer Art Krone bedeckt, die Linke umfasst ein Spruchband: „Sinte eam immortalem“ („lasst sie unsterblich sein“). Neben der Figur steht die königlich geschmückte Sänfte. Ganz rechts ist der Arm Philologias sichtbar, den eine von oben herabschwebende Halbfigur ergreift. Der Jüngling wendet sich zu der mittleren Szene um, seine erhobene Rechte weist auf die Halbfigur im oberen Rand, die in ihrer Rechten ein blaues Band mit weißer Schrift hält: „Semper eris nostra“ („du wirst immer eine der unseren sein“).

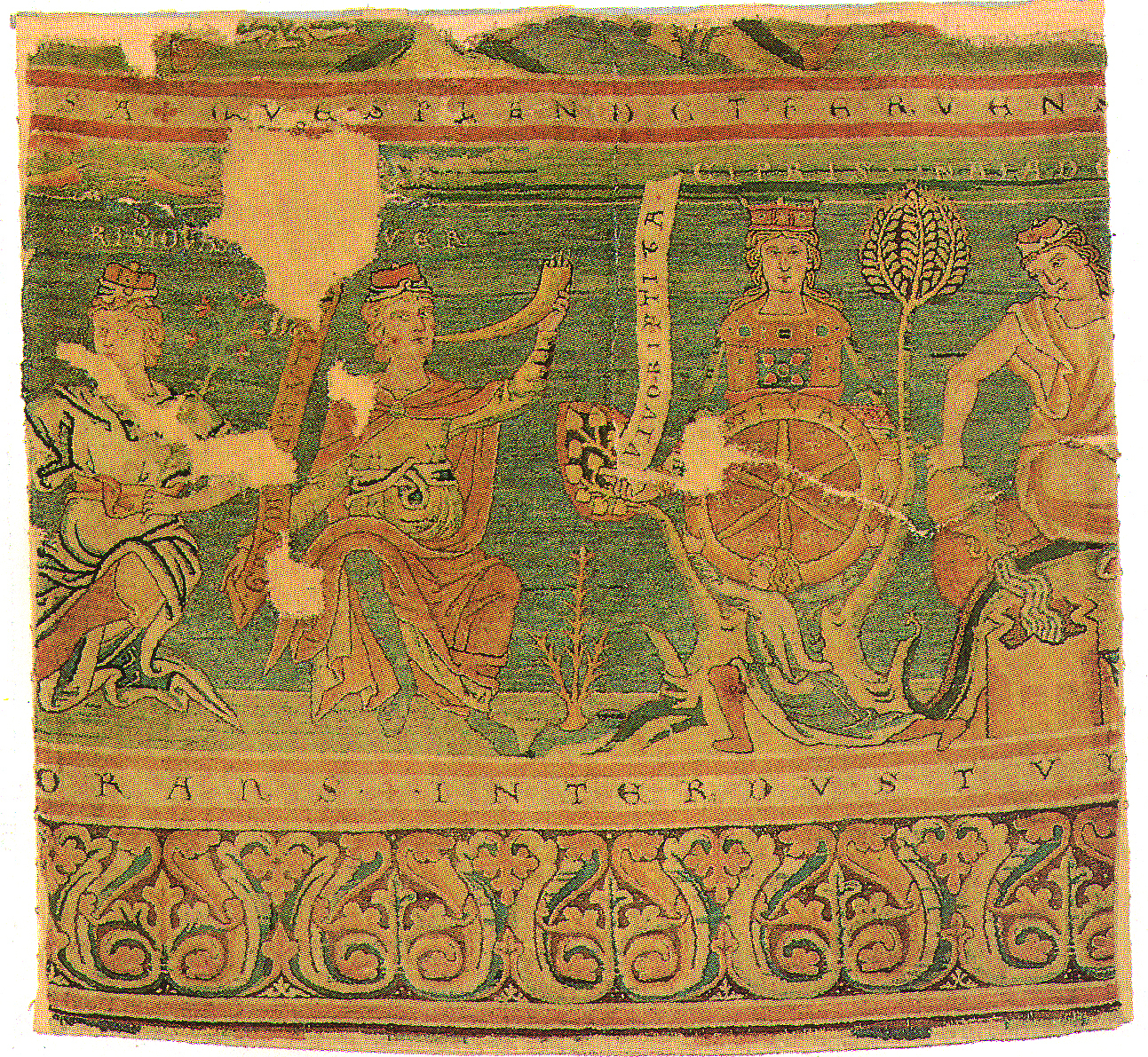
Fragment V

### Fragment V
Von Schriftbändern oben und unten eingefasst und der erhaltenen unteren Teppichborte, beginnt das angeschnittene Fragment mit einer sitzenden Figur auf angedeuteter Landschaft. Bekleidet ist sie mit einem hellen, blau gefütterten Gewand und einem breit geschlungenen Gürtel. Sie wendet sich nach rechts. Die kurzen rötlichen Locken krönt eine Gelehrtenkappe. Sie hält einen Blütenzweig in der angewinkelten Linken. Über ihr stehen die Worte: „risus jovi“ („der lachende Himmel“). Es folgt eine weitere sitzende Figur mit hellem, ebenfalls breit geschlungenem blauen Gürtel und rotem weiten Mantel. In ihrer hoch erhobenen Linken hält sie ein Krummhorn, auf dem sie bläst. Ihre Rechte in Kniehöhe, hält ein senkrecht aufsteigendes Spruchband mit den Worten: „gaudete virtutibus“ („freut euch der Tugenden“). Ihr kurzes rotes Haar bedeckt eine Gelehrtenmütze. Sie ist mit Ver (der Frühling) bezeichnet. Das Zentrum der unteren Zeile bildet eine weibliche, frontal sitzende Figur – Cipris (Venus), mit prunkvollem, reich besticktem Oberteil und einer Krone im blonden, bis auf die Schultern fallenden Haar. Sie umfasst mit ihrer Linken ein großes Rad mit der Aufschrift: „aestivalis“ („sommerlich“), ihre Rechte hält ein Spruchband: „Vivo bipartita“ („Ich lebe zweigeteilt“) (dies lässt an den von Martianus mehrfach hervorgehobenen Dualismus des voluptuarius und des castus amor denken). Unter ihr ist ein Jüngling (Amor) im Laufschritt dargestellt. Er fasst das Rad rechts und links mit weit ausgebreiteten Armen. Er scheint es kraftvoll zu drehen. Die Szene wird umrahmt von zwei ungleichen Bäumen, deren weit ausladendes Wurzelwerk kleinen Erdhügeln entspringt. Links neben Venus schließt sich Najade (eine Wassernymphe) an, die auf einem Hügel sitzt. Ihr kräftiger, entblößter Arm hält in der Hand ein umgedrehtes Gefäß, aus dem sie Wasser in einen Brunnen fließen lässt. Dieser Figur fehlt ein Viertel ihrer Gestalt, da auch hier der Teppich beschnitten wurde.
Über dem oberen Schriftband ist noch ein winziges Stück Teppich erhalten. Man sieht den Saum eines hellen Gewandes und zwei Füße, danach ein breites Stück Landschaft. Etwas links über Cipris noch einmal zwei Füße, einer leicht vor den anderen gesetzt.

## Material und Technik
Das Material ist in beiden Teppichen gleich. Die Kettfäden sind aus naturfarbenem Hanf, gezwirnt in zS-Drehung, ebenso der Zwischenschuss. Der Flor besteht aus in zS-Drehung gezwirnter farbiger Wolle. Das entscheidende ist jedoch die Kettdichte, die bei den Teppichfragmenten unterschiedlich ist.
- Fragmente I–III, mit Sternengrund:

Kettdichte auf 10 cm Breite 80 Fäden,
Schussanzahl auf 10 cm Höhe: 19,
Knotenreihen 19,
Knotendichte: 40,
Knotenanzahl auf 1 dm² etwa 760,
Zwischenschuss: 1 Doppelfaden auf der Knotenreihe.
- Fragmente IV–V ohne Sternenhintergrund:

Kettdichte auf 10 cm Breite 78–80,
Schussanzahl auf 10 cm Höhe 20–21,
Knotenreihen 20–21,
Knotendichte: 38–40,
Knotenanzahl auf 1 dm², 798–840,
Zwischenschuss: 2 oder 3 (bzw. 5 dünnere) Hanffäden auf der Knotenreihe.
Bei den Fragmenten IV–V fehlt ein Kettfaden auf 10 cm, damit einhergehend auch ein Knoten je 10 cm Breite. Zudem ist der Zwischenschuss nach jeder Knotenreihe dünner, so dass eine größere Feinheit des Flors entsteht.

## Farben
Die Farben der Fragmente I–III sind Naturfarbe, Gelb, Goldgelb, Zartrosa, Rot, Gelbgrün (hell und dunkel), Grün, Blaugrün, Blau (hell und dunkel) sowie Dunkelbraun.
Die Farben der Fragmente IV–V sind Naturfarbe, Zartgelb, Inkarnat, Zitronengelb, Goldgelb, Umbra hell, Mittel- und Dunkelbraun, Rosa, Rotbräunlich, Gelbgrün (hell und dunkel), Grün, Blaugrün, Blau (hell und dunkel).
In den Fragmenten IV–V finden sich drei Braun- und eine Gelbstufe mehr. Die Gesichter in Fragment IV sind wahrscheinlich durch Reduktion oder Oxidation fast violettrot angelaufen. Dadurch verschwimmt die Gesichtszeichnung, besonders stark betroffen ist davon Philologia.

## Entwurf

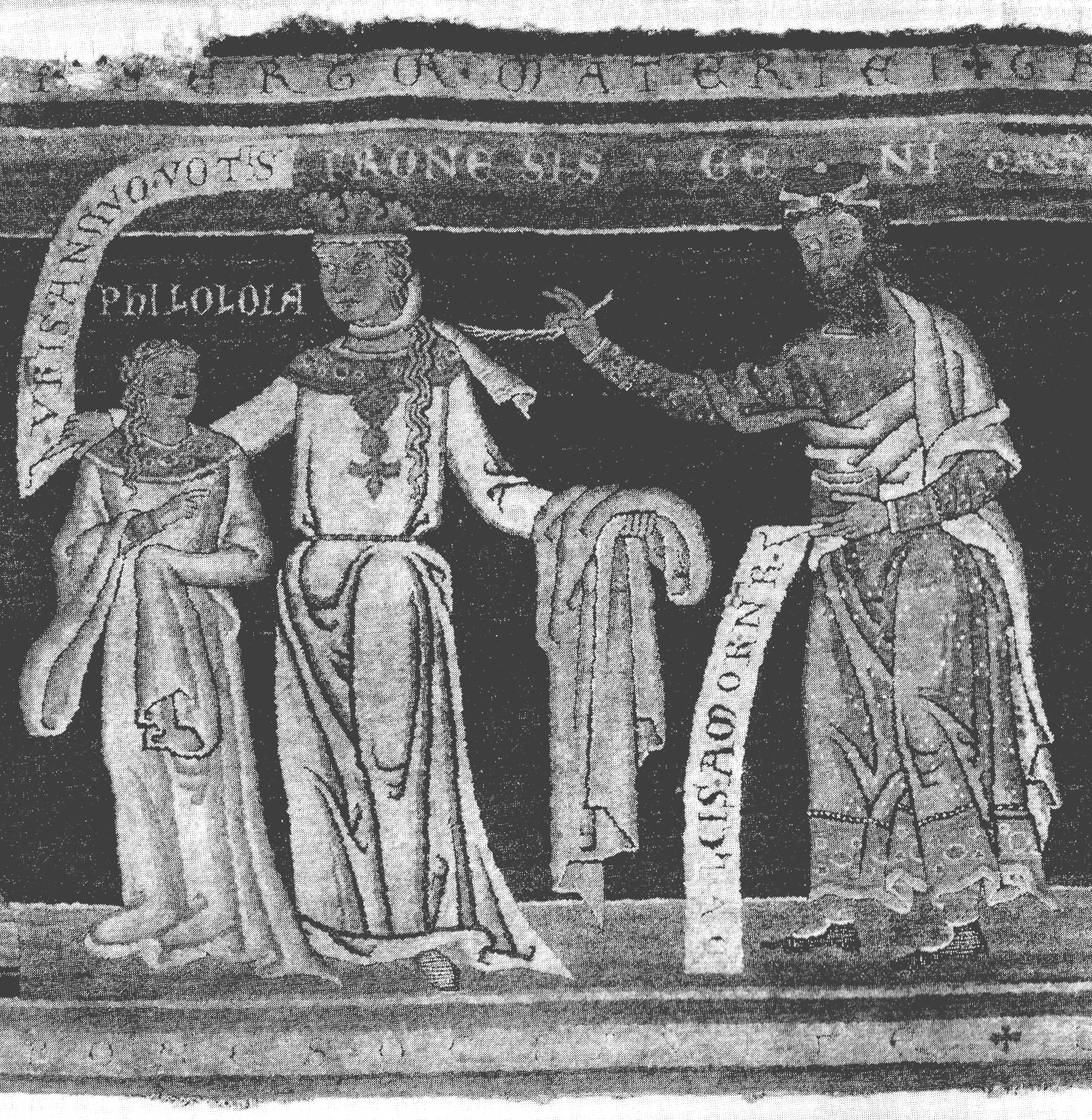
Vorderseite von Fragment IV (Ausschnitt)

Die Entdeckung einer Vorzeichnung, auf der Rückseite von Fragment IV löste Erstaunen aus: „Die Zeichnung in braunroten Pinselzügen von kaum wechselnder Breite, ohne Absätze oder Pentimente, gibt die Umrisse der Figuren wieder, die Hauptzüge der Falten ihrer Kleidung, Augen, Nase und Mund der Gesichter, die Schriftbänder mit den Buchstaben. Sie markieren hingegen nicht die Grenzen der Licht- und Schattenpartien oder Einzelheiten der Gewänder… Wenn die Vorzeichnung auf einer Teppichzeile vergleichsweise vollständig sichtbar blieb, sonst aber kaum festzustellen ist, verdankt sie das wohl einem simplen Glücksfall: Der Pinsel des Entwerfers, der die Zeichnung auf die dicht gespannte Kette auftrug, muss bei dieser einen Zeile nasser gewesen sein als üblich.“
Dieser These von Fritz Bellmann ist jedoch zu widersprechen.
Die Annahme, man könnte den Entwurf auf die gespannten, senkrechten Kettfäden malen, ist nicht haltbar. Schon der Versuch, eine horizontale oder diagonale Linie sicher anzubringen, (die Fäden bewegen sich bei Berührung) ist kaum möglich, geschweige denn ganze Figurenreihen. Der Entwurf muss auf eine Stoffbahn – in späteren Jahrhunderten auf Karton – komplett und möglichst mit allen Einzelheiten gemalt sein. Dieser Entwurf wurde dann hinter die Kettfäden gespannt und ließ so alle Einzelheiten der Zeichnung und Farbangaben erkennen. Die Knüpferin hat während des Herstellungsprozesses nicht die Möglichkeit, künstlerisch tätig zu werden, sie muss nur handwerklich perfekt sein. Selbst die mit größtem künstlerischem Empfinden ausgestattete Weberin könnte nicht nach ein paar Strichen auf der Kette ein Philosophenhaupt modulieren. Gewirkt oder geknüpft, baut sich das Gewebe Reihe für Reihe ganz langsam auf und lässt die Figur nur nach Vorlage entstehen. Nicht einmal korrigieren, wie z. B. beim Malen, könnte man falsch eingesetzte Knoten, sondern müsste alles wieder rückgängig machen. Gute Bildwirkerinnen oder Knüpferinnen können sich nur dadurch auszeichnen, indem sie so originalgetreu wie möglich dem Entwurf folgen. Werden sie ungenau bei der Farbangabe oder der vorgegebenen Zeichnung, wird sich das negativ im Gesamtbild niederschlagen. Nur ein guter Entwurf und das handwerkliche Können der ausführenden Weberin, lassen Kunstwerke entstehen, wie wir sie in den Knüpffragmenten in Quedlinburg vorfinden. Dass man auf große Leinen- oder Hanftücher Zeichnungen, ja ganze Malereien, aufbringen konnte, beweisen die großen Hungertücher.
Wie oder wodurch die Zeichnung auf der Rückseite sichtbar wurde, könnte nur eine gezielte technische Untersuchung klären. Denkbar wäre, dass nach Auffindung der Fragmente jemand die geknüpften dunklen Umrisslinien nachgezogen hat. Dann müssten auf den hellen, hanffarbenen Zwischenschüssen gleiche, lose anhaftende Farbpartikel sein. Eine andere Möglichkeit: durch eine Chemikalie oder große Nässe hat sich die Farbe der schwarzen Knoten, die die Umrisse bilden, gelöst und die Kette und die benachbarten Zwischenschüsse mit verfärbt, dann wäre die Zeichnung aber nicht klar, sondern würde an den Rändern verschwimmen.

## Die Erzählung von Martianus Capella
Die Teppichbilder entstammen dem im frühen Mittelalter weit verbreiteten allegorisch-enzyklopädischen Lehrgedicht „De Nuptiis Philologiae et Mercurii“ (die Hochzeit des Merkur und der Philologie), von Martianus Capella. Der Neuplatoniker Martianus lebte in der ersten Hälfte des fünften Jahrhunderts n. Chr. und stammte aus Mandaura in Afrika. In Karthago war er als Advokat tätig.
Im I. Buch seines Lehrgedichts, wird von Merkur, dem Sohn Jupiters, berichtet. Dieser fasst den Entschluss, sich zu vermählen. Er geht auf Brautschau und trifft Sophia, Mantike und Psyche. Doch seine Werbung ist bei allen dreien negativ. Er will Apoll um Rat fragen und begibt sich auf die Suche. Nach einer Flussüberquerung trifft er Apoll mit den vier Schicksalsgefäßen. Dieser kennt sein Begehren schon. Es erfolgt eine Charakterisierung der ins Auge gefassten Braut, doch zunächst ohne Namen. Apoll erzählt: „Sie ist von uraltem Geschlecht, die gelehrteste unter allen Jungfrauen; sie kennt die Geheimnisse des Himmels und der Unterwelt, die Tiefen des Meeres und den Willen Jupiters. Alle Weisheit, alles Wissen der Welt ist in Ihr verkörpert.“ Ihre Vorzüge im Vergleich zu Sophie, Mantike und Psyche werden offenkundig. So stimmt Merkur seinem Vorschlag zu. Er zieht mit Apoll und Virtus, im Geleit der Musen und unter Sphärenmusik durch alle Himmel in den Palast des Jupiters, um seine Zustimmung zu seinem Begehren zu bekommen. Jupiter hatte bereits beobachtet, dass Merkur sich in vielen Disziplinen übte, um dem Mädchen zu gefallen. Er verfeinerte seine Redeweise, spielte zur Laute und goldenen Lyra, betrieb die Malerei und versuchte sich als Bildhauer. „All das ist wohlgefällig und ziert die jugendliche Anmut.“ Jupiter beruft eine große Götterversammlung ein. Es folgt eine Beratung der Götter, die die Ehe zwischen Merkur und Philologia positiv entscheidet. Danach bekommt Philosophie den Auftrag zur Bekanntmachung des Dekrets.
Im Buch II erfährt Philologia von Jupiters Verfügung. Sie zögert zunächst, befragt ein Orakel, dessen Ergebnis zur Hochzeitszahl aber positiv ist. So werden ihre Bedenken zerstreut, der Ehebund scheint äußerst vorteilhaft. Sie braut eine Schutzsalbe gegen das himmlische Feuer. Ihre Mutter Phronesis tritt in ihr Gemach und bringt Hochzeitsgeschenke mit. Am nächsten Morgen beginnen die Hochzeitsvorbereitungen; es folgt die Ankunft des Chores der Musen mit ihren Lobgesängen. Die vier Kardinaltugenden: Prudentia, Justitia, Temperantia und Vires (Klugheit, Gerechtigkeit, Mäßigung und Tapferkeit) treten ebenso zu ihrer Begrüßung auf, wie die drei Grazien. Unter großem Getöse, mit Paukenschlag und Kastagnetten wird eine Sänfte hereingetragen. Athanasia, die Tochter der Apotheosis, erscheint und erregt auf Grund ihres Priesterinnen-Amtes bei allen Anwesenden große Ehrfurcht. „Auf, – sprach sie – junge Frau! Der Göttervater ordnet an, dass Du in dieser königlichen Sänfte in den Palast des Himmels auffährst, die anzurühren keiner erdgeborenen Frau von Götterwillen her gestattet ist – nicht einmal Dir, bevor Du meinen Becher nimmst, ist es erlaubt.“ Dann streicht sie Philologia zart über Brust und Bauch und bemerkt, dass dieser voll und aufgetrieben. „Bevor Du Dich nicht von Deinem ganzen Wissen befreist, wirst du keine Unsterblichkeit erlangen.“ Und so erbricht Philologia unter größter Anstrengung alles was sie je in ihrem Busen erwogen hatte. Es sind Bücher in allen Größen und Formen, unterschiedlichen Einbänden und Schriftzeichen. Junge Mädchen eilen herbei, teils Artes, teils auch Disciplinae, und sammeln vom Boden, was aus dem Mund der jungen Frau fließt. Daraufhin formt Athanasia eine Art kugelförmige mit Leben ausgestattete Rundform und reicht sie der Jungfrau. Philologia, erhitzt und von der Anstrengung sehr durstig, öffnet das Gefäß und trink die farblose, süß schmeckende Flüssigkeit, die es enthält. Und gleich werden ihre Glieder mit neuer Spannkraft gefestigt, die irdische Kraft weicht, es treten ein, die himmlischen Kräfte ohne das Gesetz des Todes. Es folgt eine Bekränzung mit dem Namen Immerlebendig. Nun fordert die Göttin: steig auf zum Himmelstempel, Jungfrau, solchen Bundes würdig. Philologia besteigt die Hochzeitsänfte und es beginnt eine lange Reise durch die Götterwelten, vom Mond-Kreis zum Merkur-Kreis, vom Venus- zum Sonnenkreis, über Mars, Jupiter, Saturn, bis hinauf zur Fixsternsphäre. Dann hat sie ihr Ziel erreicht, sie ist umgeben von Lichtfeldern und Frühlingswiesen und von den verschiedenen Formen der Tierkreiszeichen. Sie macht sich freudig auf, durch die Milchstraße zu der weitläufigen Anlage des Gottes Jupiter, wo Jupiter mit Juno und allen Göttern auf höchsten Podesten und in milchig weißen Sesseln thronend, auf die Ankunft der Verlobten warten. Als dann Merkur Einzug hält, erhebt sich der ganze Götterrat voller Verehrung. Jupiter persönlich lässt ihn nahe seinem eigenen Sitz Platz nehmen. Kurz danach wird Philologia, umgeben von Musen, und begleitet von ihrer Mutter, herein gebeten. Phronesis fordert nun von Jupiter und allen Göttlichen: „Vor aller Augen solle nun, was denn zum Zwecke der Verlobungsfeier der Sohn der Maia vorbereitet hatte, dem Mädchen in die Hand gegeben werden, und sollet doch am End’ der Braut es nicht an Hochzeitsgaben fehlen, und dann möchten sie doch gestatten, die Rechtsbestimmungen und das Gesetz der Papia und Poppaea zu verlesen.“ Auf dies höchst berechtigte Begehren gewährt der Rat der Himmlischen Versammlung, die Gaben und Geschenke zu sichten. Nach der Auswahl des Bräutigams werden die einzelnen Dienerinnen herbeigeholt und ebenso schön wie wundervoll geschmückt.

„Nun also wird der Mythos abgeschlossen
es heben jetzt die Bücher an, die in der Folge
die Künste setzen in ihr Recht.
…und zeigen Wissensfächer auf,
so nüchtern wie sie sind zu allermeist,
doch wollen sie auch Unterhaltung nicht verhindern.“

In den nächsten sieben Büchern werden die einzelnen Künste – Grammatik, Rhetorik, Dialektik, Arithmetik, Geometrie, Musik und Astronomie – vorgestellt.

## Bildprogramm
Fragment III beginnt mit dem Erzähler Martianus und dem Gott Merkur. Es folgen die drei personifizierten Frauengestalten Mantike, Psyche und Sophia. Mit kleinem Abstand der thronende Hochzeitsgott und das Brautpaar Merkur und Philologia, die sich ihr Eheversprechen geben. Als Abschluss und einzige sinnvolle Ergänzung kann nur die Apotheose Philologias folgen, denn die Verbindung der beiden ist in dieser Szene eindeutig abgeschlossen. Das blaue, fast senkrecht verlaufende Schriftband im Anschluss an die Szene berichtet vom Glanz der Sterne und deutet damit die sphärische Umgebung für eine Apotheose an.
Der Teppich besitzt nur eine Bildzeile mit Szenen der Hochzeit von Merkur und Philologia. Was die drei unteren Bildzeilen (immer vorausgesetzt, dass diese Bildzeile die vorletzte von oben war) beinhaltet haben könnten, ist völlig offen.
Fragment IV erzählt auch von der Hochzeit der Philologia mit Merkur, doch in ganz anderen Bildern (es fehlen die ersten, wahrscheinlich zwei Figuren). Ein jugendlicher Gott (Merkur?) sitzt auf einem Thron und wendet sich mit sprechender Gebärde und Mimik nach rechts. Zu wem? Vielleicht zu seinem Vater Jupiter, der möglicherweise neben ihm auf dem Thron sitzt, seiner Mutter Maia, oder anderen Göttern? In seiner Hand ein Spruchband mit der viel versprechenden Aussage: Wir werden ein Name über dem Äther sein. Links schließt sich, sehr klein und zart, die Braut Philologia an, daneben ihre Mutter Phronesis. Ein Genius fasst durch seine ausgestreckte Rechte und den Blickkontakt mit Philologia die Dreiergruppe zusammen. „Castus amor“ (Merkur?) an der reich geschmückten Sänfte wendet sich ebenfalls der Braut zu und deutet auf die am oberen Rand in Halbfigur erscheinende Göttin, die ihre Apotheose vorwegnimmt, mit den Worten: Du wirst immer eine der unseren sein, und Merkur(?) beschwört: Lasst sie unsterblich sein.
Beide Hochzeitsbilder enden mit der Apotheose der Philologia, ihrer Erhebung zur Göttin. In dem zweiten Teppich, deren Figuren viel narrativer angelegt sind, wären weitere Bilder aus der Erzählung Martianus sinnvoll, denn wenn die vorhandene Zeile mit Göttern der Hochzeitszeremonie beginnt, fehlt der Anfang der Geschichte und damit das Verständnis insgesamt. So könnte die darunter liegende Zeile das breit angelegte Lehrgedicht ausführlicher geschildert haben. Sicher beginnt es, wie Merkur auf Brautschau geht, die drei Frauen Psyche, Mantike und Sophia trifft und einer ersten Begegnung mit Philologia. Erhalten geblieben sind – soweit erkennbar – über den beiden Figuren Risus Jovi und Ver der unteren Bildzeile, eine stehende Frauenfigur (Sophia?). Es folgt ein breiter Streifen mit angedeuteter Landschaft (darauf der sitzende Gott Apoll?) und danach eine stehende Männergestalt (Merkur, der Philologia mit ihren Musen trifft?).
Die vierte Zeile könnte die sieben freien Künste – Brautgeschenke für Philologia von Merkur – dargestellt haben, denn das ist ja das eigentliche Anliegen des Lehrgedichts, die oberste Zeile dann möglicherweise Tugenden.
Fragment V, die untere Bildzeile des zweiten Teppichs, stellt Venus und die Elemente dar. Venus mit dem Rad des Schicksals und Amor, der es bewegt, ist ein schönes Bild für die beginnende Liebesgeschichte des Paares Merkur und Philologia. Martianus erzählt, wie Merkur auf seiner Reise durch die himmlischen Sphären den Gott Apoll aufsucht, um seinen Rat für die Brautwahl zu erbitten. Als Merkur seiner ansichtig wird, sitzt er „hocherhaben auf einem steilen Platz, von ferne schon zu sehen, wie er da vier verschlossene Gefäße, eines nach dem anderen, durch wechselnde Einsichtnahme auf den Inhalt untersucht; die waren von verschiedener Form und aus verschiedenen Metallen hergestellt. Eines war, soweit man das vermuten konnte, aus ziemlich hartem Eisen, ein anderes aus dem strahlenden Stoffe Silber, das dritte schien aus weichem Material, dem grauen Blei; dagegen das am nächsten bei dem Gott, leuchtete in der Meeresfarbe durchsichtigen Glases. Jedes davon führte aber bestimmte Grund- und Samenstoffe der Dinge bei sich. …Das Gefäß aus Eisen sprühte Flammen, man nannte es „Gipfel des Mulcifer“ (Hephaistos oder Vulcanus), das aus Silber verbreitete ein heiteres Strahlen und leuchtete wie milder Frühlingshimmel, dies nannte man: „Jupiters Lachen.“ Das aus schwerem Metall, voll feuchten Winters, kalten Frostes und auch Schnee und Eis, es wurde der „Verderb Saturns“ genannt. Das aber aus der Meeresfarbe Widerschein …war mit Ursprungsstoffen aller Luft gefüllt, dies wusste man als „Junos Brust“ zu nennen.“ In seiner Aufzählung fehlen die Elemente Erde und Wasser. Im Teppichbild ist das Wasser durch die Najade (eine Wassernymphe) dargestellt, ebenso der Frühling und die Luft. Ergänzt werden könnten Herbst und Winter und ein Element, oder Erde und Feuer und eine Jahreszeit. Die vier Elemente galten im Mittelalter als die Bestandteile des Weltalls, die vier Jahreszeiten als das Maß seiner Bewegung in ewiger Wiederkehr.
Die Reste auf den einfassenden Spruchbändern von Fragment IV und V, besagen in etwa:

„…o ihr Götter, die ihr die Materie zusammenfügt; freut euch darüber…

…die Mußestunden des Lebens einteilend; süße Zier …

…diese strahlt glühend…

…bete; dazwischen studiere …“

Die Erzählung beginnt mit dem unteren Teppichbild und baut sich nach oben hin auf. Die Inschrift hingegen beginnt folgerichtig oben. Man kann sie wie ein Buch lesen und erfährt erst von der Materie, dann von Musestunden und süßer Zier (Brautschau, Hochzeit?), … diese strahlt glühend… (Apotheose?), vom tugendhaftem Leben …beten… (Tugendzeile?), und Studium (sieben freie Künste?). Die erste und zweite obere Schriftzeile erhielt möglicherweise eine Widmungsinschrift.
Anders als bei den besprochenen Streifen verhält es sich mit der obersten Zeile in Teppich I. Diese ist nicht unmittelbar dem Lehrgedicht von Martianus entnommen. Die österreichische Kunsthistorikerin Betty Kurth (1878–1948) schrieb: „[…] um den heidnischen Stoff dem kirchlichen Zwecke zu akkommodieren, wurden dem antiken Bildkreis als Proemium die Personifikationen des Imperiums und des Sacadotium vorangestellt.“ Die dargestellte monumentale Kaisergestalt mit byzantinischer Krone und Lilienzepter auf dem Thron, ist das Idealbild des mittelalterlichen Herrschers, das personifizierte Imperium. Die zweite thronende Gestalt ist ein Bischof, der Sacerdotium verkörpert. Die Mitte zwischen diesen beiden „Gewalten“ bilden die sich umarmenden Tugenden Pietas und Justitia, die Hauptvertreterinnen der irdischen und himmlischen Kardinaltugenden. Diese Bildzeile wird als die allegorische Ausdeutung des antiken Textes gesehen: „Quid ergo per Mercurium et Philologiam nisi sponseum et sponsam, id est Christum et Ecclesiam intellegimus.“ „Merkur und Philologie / Bräutigam und Braut / sind gleichzusetzen mit Christus und Kirche.“ Ein Hinweis auf die Einheit mittelalterlicher Weltordnung und die Vereinigung beider Gewalten.

## Formanalyse
Am auffälligsten bei einem Vergleich der Teppichfragmente untereinander, sind die unterschiedliche Rahmung, die Höhe der Bildzeilen und der dunkelblaue, mit Sternen übersäte Hintergrund bei den Fragmenten I–III. Dazu kommen die viel monumentaler angelegten Figuren in diesen Fragmenten. Auffallend ist auch ein anderer Gesichtstypus: großflächig, fast streng; Augenpartie, Nase und Mund werden durch schwarze Linien skizziert, nur die Lippen erhalten ein wenig Rot über dem strengen schwarzen Strich.
Fast verspielt wirken dagegen die Figuren in den Fragmenten IV–V: zierlich, bewegt, elegant. Die Gewänder schwingen förmlich um die Gestalten, klar sind die Körperpartien zu erkennen. Die Gesichter haben einen vollen Mund und Rouge auf den Wangen. Durch die starke Verfärbung der Gesichter in Fragment IV, sind aber direkte Vergleiche nur bedingt möglich, die ursprüngliche Zeichnung ist mehr zu erahnen, als wirklich sicher zu erkennen.
Vergleich der beiden stehenden Frauengestalten Prudentia (Frag. I) und Phronesis (Frag. IV)
Großflächig ist die Figur der Prudentia angelegt. Ihr Gewand ist in breite, steife Falten gelegt, die der Bewegung ihrer Figur nicht folgen. Der weite, ausladende Mantel trägt ebenso zur Kompaktheit ihrer Gestalt bei.
Phronesis dagegen ganz schlank, ihr Kleid in der Taille gegürtet, die Stellung leicht zurückgelehnt. Ihr linkes Bein zeichnet sich deutlich unter dem Gewand ab, die Faltenführung unterstreicht das Plastische des Körpers.
Vergleich Merkur und „Castus amor“in der Hochzeitsszene.
In Frag. III. sehen wir einen ernsten, ganz dem feierlichen Anlass angemessenen, Merkur. Sein fein gemustertes Gewand ist in der Taille mit einem schmalen Gürtel gehalten, aber der Stoff scheint dick und fest. Viele, unkoordinierte Falten bilden sich am rechten Ärmel durch die Masse des Stoffs. Sein rechtes Bein wird zwar durch den Faltenverlauf leicht angedeutet, lässt aber keine wirkliche Körperlichkeit zu. Sein pelzgefütterter Mantel liegt gleichmäßig auf seinen Schultern und fällt steif und gerade herab.
„Castus amor“ in Frag. IV ist in voller Bewegung. Er zeigt nach links und wendet sich nach rechts. Sein Gewand ist durch einen Gürtel lässig nach oben gerafft und lässt sein linkes, seitwärts gerichtetes Spielbein bis zum Knie frei. Sein Mantel liegt elegant auf seinen Schultern und wird durch eine Fibel geschlossen.
Beim Teppich I fallen die korpulenten Figuren bei Pietas, Temperantia und Hymenäus auf. Denkt man bei Pietas zunächst noch an eine Verzeichnung, ergibt sich bei genauer Betrachtung, eindeutig eine gewollte, körperliche Fülle. Brustbereich und Oberbauch hängen üppig über dem Gürtel, ergänzt durch regelrechte „Speckfalten“ in Rückenbereich, ebenso bei Temperantia. Auch der Hochzeitsgott Hymenaeus zeigt eine ausufernde Körperfülle um seine Leibesmitte.
Der Zeichner von Teppich I entwickelte hier seinen ganz eigenen, monumentalen Stil. Die Körperlichkeit der Figuren wird entweder durch dichte Stoffmassen fast völlig überdeckt, oder er zeichnet sehr subtil übermäßige Körperfülle.
So unterschiedlich die Maler die Figuren auch gestaltet haben, folgt der Schnitt der Gewänder einer immer gleichen Vermischung von Stilelementen. Der klassischen Antike sind die Gewänder der Gelehrten entnommen; byzantinisch sind die breiten, brokatähnlichen Schmuckborten und Besätze; höfisch, ritterlich dagegen die Mode der überlangen, weiten Ärmel bei der Frauenkleidung und die langen Gewänder, deren Säume sich am Boden stauen und in immer gleicher Weise drapieren
Die Gestaltung der breiten Borte von Teppich I könnte ein Vorbild in dem gestickten Wandbehang (um 1170) haben. Auch hier bestimmen Halbfiguren und Blattornamente im Wechsel die Rahmung. Die Palmettenborte des zweiten Teppichs hat eine genaue Entsprechung in dem Relief St. Peter aus der Klosterkirche Hamasleben (um 1210).

## Kulturelles Umfeld
In ganz Westeuropa ist am Ende des 12. und am Beginn des 13. Jahrhunderts ein Zurückgreifen auf das klassische Altertum zu beobachten. Griechische, byzantinische und römische Schriften werden gelesen, übersetzt oder auch zu neuen Werken umgebildet.
So setzt sich der thüringische Landgraf Hermann I. (um 1155–1217) in besonderem Maße für historisch anmutende Stoffe ein. Sein Interesse galt vor allem antiken Texten. Herbort von Fritzlars Liet von Troye entsteht nach einer französischen Vorlage, der Estoire de troie des Benoit de Sainte-Maure um 1165. Albrecht von Halberstadt übersetzte Ovids Metamorphosen, das antike Werk von Verwandlungssagen, ins Deutsche. Das im 12. Jahrhundert wieder einsetzende Interesse an Ovids Werken, lässt geradezu von einem ovidianischen Zeitalter sprechen.
Andere Lyriker sind auf Grund von Indizien nach Thüringen zu verweisen z. B. Heinrich von Morungen, der in den Urkunden Dietrichs von Meißen († 1221) vorkommt. Dieser wichtige mitteldeutsche Vertreter der höfischen Lyrik ist nicht allein durch die Troubadours und lateinische Hymnik angeregt, sondern auch durch die Kenntnis antiker Stoffe.
In Braunschweig sind es Heinrich der Löwe (1142–1195) und sein Onkel Welf VI. (um 1115–1191), die die Literatur fördern. Welf VI. ließ um 1170 die lateinische Historia Welforum aufschreiben. Die Kaiserchronik, erfuhr unter den deutschen Texten eine Massenrezeption. Pfaffe Lambrechts Alexander wurde ebenfalls im Zusammenhang mit den Welfen gesehen. Die Alexanderlegende ist ein frühes Beispiel der Antikenrezeption. Auch das Rolandslied des Pfaffen Konrad – nach dem französischen Chanson de Roland übertragenen Werk – ist um 1170 wahrscheinlich in Braunschweig entstanden. Ebenso könnte Eilhart von Oberg in den 1180er Jahren seinen „Tristan“, die erste deutsche Übertragung des Tristanstoffes, in Braunschweig gedichtet haben.
Auch für Magdeburg war das Umfeld für die Ausbildung einer entwickelten Schriftlichkeit sehr geeignet, da Magdeburg seit dem 12. Jahrhundert eine politische und kulturelle Blüte erlebte. Mit Norbert von Xanten (amt. 1126–1134) kommen die Prämonstratenser, die einen Schwerpunkt auf die Arbeit in Skriptorien legen. Besonders unter dem Erzbischof Wichmann war die Hofhaltung auf fürstliche Repräsentation angelegt. Nach der Lauterbacher Chronik habe sich der Erzbischof mit Freigebigkeit und edler Gesinnung besonders den histriones zugewandt.
Die Quedlinburger Äbtissin Agnes (1145–1203), Tochter des Markgrafen Konrad I. von Meißen (genannt der Große oder der Fromme), war die Cousine des Erzbischofs Wichmann von Magdeburg und war von 1184 bis zu ihrem Tod im Jahr 1203 Äbtissin des Stiftes. Ihr Vater Konrad I., ein kluger und machtbewusster Territorialherr mit Beziehungen zu Friedrich Barbarossa. Aufgrund der engen verwandtschaftlichen Verknüpfungen mit den führenden Männern ihrer Zeit waren ihr auch die geistigen und politischen Strömungen der Zeit vertraut. Sie wird über die Auseinandersetzung zwischen Welfen und Staufern über Bischof Wichmann, der ebenfalls ein Vertrauter Barbarossas war, informiert gewesen sein. Nachrichten über das Verhältnis Friedrich Barbarossas zu den Päpsten seiner Zeit und den Machtkämpfen werden ihr ebenso vertraut gewesen sein. Es ist anzunehmen, dass sie auch Wichmanns Nachfolger Ludolf von Kroppenstedt (1192–1205) kannte. Dieser hatte in Paris studiert und war somit mit den Ideen der Schule von Chartres und des Alexander Neckam, des Autors eines Kommentares zu Martianus Capella, in Berührung gekommen. Alexander Neckam sah in Merkur, dem Bräutigam, Christus, und in Philologie, der Braut, die Ecclesia. Merkur, Händler und Mittler zwischen den Welten, symbolisiert das Imperium Christi. Philologia – alle Wissenschaften in sich vereinende geistige Kraft – Ecclesia, die Kirche.
Bei diesen vielfältigen Hinwendungen zu Themen der antiken Überlieferung und einer so starken, politisch-geistigen Verflechtung wundert es nicht, wenn in dem Bildprogramm der Quedlinburger Teppiche die Geschichte eines Martianus Capella Beachtung findet. Laut Betty Kurth könnte die Göttinger Abschrift der ersten beiden Bücher des Martianus Capella aus dem 12. Jh. als Vorlage der Teppichbilder gedient haben, da gleiche Fehler in der Namengebung der Dargestellten (Sichem, Manticen, Iminäus und ähnliches) wie in der Handschrift auftauchen.

## Resümee
Durch die Inschrift „Alme dei vates / decus hoc tibi contulit Agnes / Gloria pontificum famularum suscipe votum“ (übersetzt: „ehrwürdiger Priester Gottes, diese Zier brachte dir Agnes dar. Du Ruhm der Bischöfe, nimm an deiner Dienerinnen Weihegeschenk“ in Teppich I ist eine annäherungsweise Eingrenzung des Entstehungszeitraumes möglich. Der Teppich wird um 1200 von Äbtissin Agnes von Meißen geplant und unter ihrer Leitung erstellt worden sein. Die Ausführung des riesigen Knüpfteppichs (5,60 × 7,40 m) dürfte mehrere Jahre in Anspruch genommen haben. Der zweite Teppich wurde vielleicht unmittelbar nach Fertigstellung von Teppich I unter Äbtissin Sophia, Gräfin von Brehna (Äbtissin von 1203 bis 1226), ausgeführt. Zahlreiche Details sowie eine Weiterentwicklung in der Darstellung der Figuren im zweiten Teppich verweisen auf eine spätere Entstehung des zweiten Teppichs.
Dass es sich um zwei verschiedene Teppiche handeln muss, ergibt sich u. a. aus materiellen Befunden, so z. B. der unterschiedlichen Kettfadendichte der Fragmente. Auch nur ein einziger Kettfaden weniger oder mehr auf 10 cm Breite ist rein webtechnisch nicht möglich. Das Schären der Kette ist Ausgangspunkt jeden Gewebes. Dabei wird die Länge, Breite und Fadenanzahl festgelegt. Jedes Hinzufügen oder Herausnehmen eines Fadens während des Webvorgangs würde keinen Sinn ergeben, bestenfalls ein fehlerhaftes Gewebe. Auch sprechen die Unterschiede bei den einfassenden Borten, der Bildzeilenhöhe und der Farbgebung des Hintergrundes eindeutig für zwei verschiedene Teppiche. Der zweite Teppich hat eine ganz neue Entwurfszeichnung bekommen, wie an der Hochzeitsszene sichtbar wird.
Franz Kugler hatte schon 1838 erkannt, dass die Knüpffragmente zwei Teppichen zuzuordnen sind, dass die Fragmente keinesfalls zu einem einzigen Teppich zugehörig sind. Erst die Rekonstruktion von Julius Lessing (1901), der alle vorhandenen Fragmente zu einem einzigen Teppich vereinte, ohne die stilistischen und technischen Unterschiede zu erkennen, führte die Forschung über ein Jahrhundert lang auf eine falsche Fährte. Noch weit in das Zwanzigste Jahrhundert hinein zeitigte die Fehlinterpretation Lessings Folgen für die kunsthistorische Forschung, die die Thesen Lessings lange Zeit tradiert hat.
Die neuesten Rekonstruktionen lassen eine neue Sicht inhaltlicher und stilistischer Zusammenhänge zu. So kann festgestellt werden, dass im Teppich I nur eine Bildzeile dem Lehrgedicht von Martianus Capella gewidmet ist. Im zweiten Teppich aber behandeln drei Zeilen – nimmt man die unterste mit den Elementen hinzu – das Thema.
Insbesondere stilistische Merkmale der beiden Teppiche lassen die Unterschiede deutlich werden. Hierbei hilft die Betrachtung der Gewänder. Die monumentale Gestaltung der Figuren in Teppich I ist besonders auffällig. Die Kleidung verhüllt die Figur und bestimmt das Erscheinungsbild, die Figuren wirken daher eingehüllt und steif. Im Gegensatz zum zweiten Teppich: Die Grazie in den Bewegungen der Figuren (Fragment IV) des zweiten Teppichs verweisen auf einen späteren, weicheren, fließenderen Stil, der schon mit gotischen Elementen versehenen ist.
Martianus Capellas Lehrgedicht: „Die Hochzeit der Philologie mit Merkur“, ist in der bildenden Kunst nur in den Quedlinburger Teppichen erhalten geblieben. Schriftlich erwähnt wird die illustrative Gestaltung des heidnischen Themas in zwei Quellen. So wird berichtet, dass Herzogin Hedwig, die Gemahlin Burchards von Schwaben, dem Abte Immo von St. Gallen ein Priesterkleid schenkte, auf dem die Hochzeit Merkurs und Philologia eingestickt war. Und in einem Vagantenlied, Phyllis und Flora, wird ein Sattel beschrieben, der denselben Stoff in kunstvoller Arbeit zeigte. Die freien Künste, auch in Verbindung mit Tugenden und Gelehrten, begegnen uns dagegen häufiger und sind in mehreren Werken erhalten.
Da sich die Widmungszeile am oberen Rand des Teppichs mit dem Sternengrund befindet, und der obere Rand ganz am Ende des Herstellungsprozesses geschaffen worden sein muss und den Hinweis auf die Äbtissin Agnes von Meißen enthält, kann man davon ausgehen, dass der Teppich vor dem Tod der Äbtissin fertiggestellt war, also vor 1203. Wäre der Teppich erst lange nach Agnes’ Tod fertiggestellt worden, so kann man davon ausgehen, dass die Widmungszeile dann einen anderen Namen (den einer Nachfolgerin im Amt) geschmückt hätte oder gänzlich anders ausgefallen wäre.
Es bleibt zu klären, welcher Person oder Institution („Du Ruhm der Bischöfe“) dieser Teppich zugedacht war, und ob es einen konkreten Anlass gegeben hat, solch einen monumentalen Teppich zu schaffen, für den es wohl kein entsprechendes Vorbild gab und der allein schon aufgrund seiner ursprünglichen Größe eine singuläre Stellung in der Kunst seiner Zeit innehat.